# Wolfgang Knape
Wolfgang Knape (* 18. September 1947 in Stolberg im Harz; † 22. Juni 2023) war ein deutscher Schriftsteller.

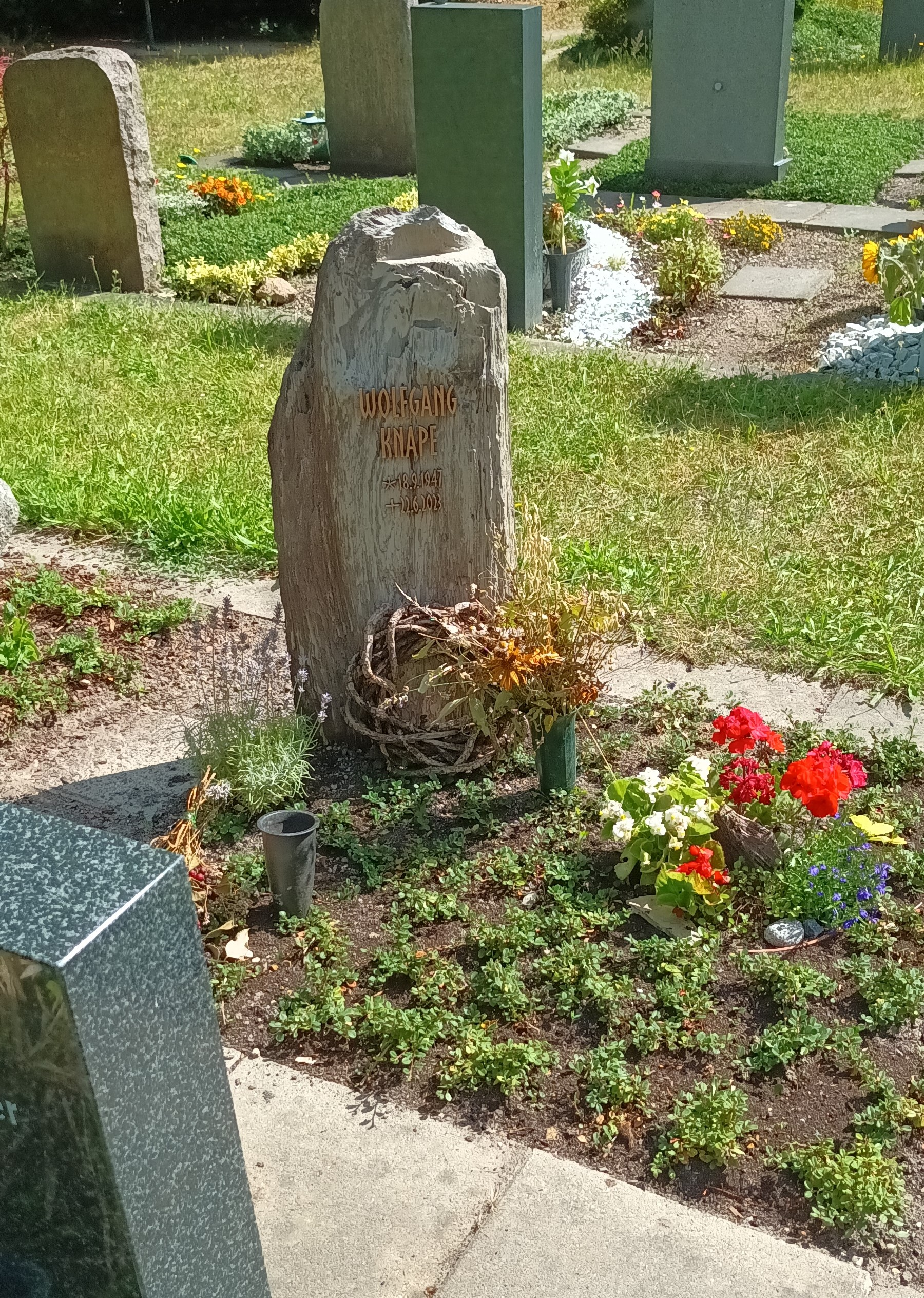
Grabstätte Wolfgang Knape

## Leben
Wolfgang Knape studierte Wissenschaftliches Bibliothekswesen. Er ist Absolvent des Institutes für Literatur „Johannes R. Becher“ in Leipzig und arbeitete seit 1981 als freiberuflicher Schriftsteller.
Wolfgang Knape veröffentlichte Prosa, Lyrik, Hörspiele und Features. Einzelne Werke von ihm wurden ins Koreanische und Chinesische übersetzt.
Wolfgang Knape lebte in Leipzig. Er war Mitglied der Johann-Gottfried-Schnabel-Gesellschaft e.V., Stolberg/Südharz.
Seine Grabstätte befindet sich auf dem Leipziger Südfriedhof, II. Abteilung.

## Werke
- Amazonashospital "Albert Schweitzer", Peru. W. Knape, Stolberg/Harz 1971.
- Amigo Doctor: Theodor Binder, Arzt unter Shipibos und Mazahuas. St. Benno Verlag, Leipzig 1975.
- mit Hans-Jochen Knobloch: Die Uckermark. Brockhaus, Leipzig 1980.
- Stolberg. Brockhaus, Leipzig 1981.
- In Siebenbürgen: Speck im Turm oder Geschichten aus der Geschichte der Siebenbürger Sachsen. Brockhaus, Leipzig 1982.
- Schnecken für Frankreich: Geschichten. Eulenspiegel-Verlag, Berlin 1983.
- mit Erich Schutt: Pücklers Parke. Brockhaus, Leipzig 1985.
- In Bulgarien: Heitere und andere Begebenheiten zwischen Schumen und dem Schwarzen Meer. Brockhaus, Leipzig 1985.
- mit Karl-Heinz Böhle: Wernigerode. Brockhaus, Leipzig 1986, ISBN 3-325-000-23-1.
- mit Erhard Pansegrau: Sachsen. Artcolor Verlag, Hamm 1990, ISBN 3-89261-046-0.
- mit Ulrich Windoffer: Meissen. Nicolai Verlag, Berlin 1990, ISBN 3-87584-325-8.
- mit Axel M. Mosler: Leipzig. Bucher Verlag, München; Berlin 1991, ISBN 3-7658-0656-0.
- Vorpommern, Mittelpommern: Stettin und Odermündung. Kraft, Würzburg 1993, ISBN 3-8083-2022-2.
- mit Hauke Dressler: Harz. Bucher Verlag, München 1993, ISBN 3-7658-0796-6.
- Hinterpommern zwischen Ostsee und Grenzmark. Kraft, Würzburg 1994, ISBN 3-8083-2034-6.
- mit Ralf Freyer: Stettin. Kraft, Würzburg 1994, ISBN 3-8083-2039-7.
- mit Wolfgang Korall: Königsberg. Kraft, Würzburg 1994, ISBN 3-8083-2040-0.
- mit Udo Pellmann: Der Freistaat Sachsen mit seinen Landschaften und Traditionen. Verlag für Kunst und Touristik, Leipzig 1994, ISBN 3-928802-31-3.
- mit Ralf Freyer: Danzig. Kraft, Würzburg 1994, ISBN 3-8083-2038-9.
- mit Thorsten Schmidt: Stolberg: ein kurzweiliger Führer durch die "historische Europastadt" und in die Umgebung. Schmidt, Wernigerode 1995, ISBN 3-928977-34-2.
- mit Jürgen Kunstmann: Neues Rathaus zu Leipzig: Geschichte und Geschichten eines Traditionsbaus. DZA Verlag für Kultur und Wissenschaft, Altenburg 1995, ISBN 3-9804226-7-4.
- mit Bertram Kober: Leipzig. Edition Leipzig, Leipzig 1995, ISBN 3-361-00435-7.
- mit Erich Tönspeterotto: Die sächsische Weinstrasse. Artcolor Verlag, Hamm 1995, ISBN 3-89261-128-9.
- Das Josephskreuz bei Stolberg 1896-1996: Eine Festschrift zur Jahrhundertfeier. DZA Verlag für Kultur und Wissenschaft, Altenburg 1996, ISBN 3-9804823-3-2.
- Erzgebirge. Falk-Verlag, Hamburg 1997, ISBN 3-8279-0580-X.
- Mit Kindern unterwegs im Harz. Fleischhauer und Spohn, Bietigheim-Bissingen 1998, ISBN 3-87230-537-9.
- Führer durch den Zoo Leipzig: Mit Gartenplan. Zoologischer Garten, Leipzig 1998.
- Felix Graf Luckner, der Seeteufel aus Sachsen. Tauchauer Verlag, Taucha 1999, ISBN 3-89772-008-6.
- mit Oskar Anrather: Unterwegs im Salzburger Land. Admos, Leipzig; Frankfurt am Main 2000, ISBN 3-934778-75-5.
- Peterchens Mondfahrt. Neu erzählt. Arena Verlag, Würzburg 2000, ISBN 3-401-05141-5.
- Ringelnatz aus Sachsen. Tauchauer Verlag, Taucha 2005, ISBN 3-89772-103-1.
- mit Christiane Hansen: Peter Pan. Neu erzählt. Edition Bücherbär, Würzburg 2005, ISBN 3-401-08764-9.
- mit Ute Thönissen: Robinson Crusoe. Neu erzählt. Edition Bücherbär, Würzburg 2005, ISBN 3-401-08825-4.
- Erfurt: Ein Führer durch die thüringische Landeshauptstadt. Schmidt, Wernigerode 2006, ISBN 3-936185-34-4.
- mit Thorsten Schmidt: Magdeburg: Ein Führer durch die 1200jährige Domstadt. Schmidt, Wernigerode 2006, ISBN 3-936185-37-9.
- Erfurt für die Westentasche. BuchVerlag für die Frau, Leipzig 2008, ISBN 978-3-89798-242-0.
- mit Thorsten Schmidt: Weimar: Ein Führer durch die Stadt der Klassiker. Schmidt, Wernigerode 2008, ISBN 978-3-936185-50-8.
- mit Petra Probst: Nussknacker und Mausekönig. Neu erzählt. Arena Verlag, Würzburg 2008, ISBN 978-3-401-09144-0.
- mit Wolfgang Slawski: Gullivers Reisen. Neu erzählt. Arena Verlag, Würzburg 2009, ISBN 978-3-401-09271-3.
- Ein Hündchen als Retter: Die schönsten Sagen und Märchen aus dem Harz. Schmidt, Wernigerode 2010, ISBN 978-3-936185-67-6.
- mit Alexander von Knorre: Die drei Musketiere. Neu erzählt. Arena Verlag, Würzburg 2011, ISBN 978-3-401-09508-0.
- mit Markus Zöller: 20.000 Meilen unter dem Meer. Neu erzählt. Arena Verlag, Würzburg 2012, ISBN 978-3-401-70009-0.
- mit Maja Bohn: Tom Sawyers Abenteuer. Neu erzählt. Arena Verlag, Würzburg 2013, ISBN 978-3-401-70233-9.
- mit Markus Zöller: Die Reise zum Mittelpunkt der Erde. Neu erzählt. Arena Verlag, Würzburg 2013, ISBN 978-3-401-70237-7.
- mit Markus Zöller: Eine Weihnachtsgeschichte. Neu erzählt. Arena Verlag, Würzburg 2014, ISBN 978-3-401-70113-4.
- mit Maja Bohn: Huckleberry Finns Abenteuer. Neu erzählt. Arena Verlag, Würzburg 2015, ISBN 978-3-401-70557-6.
- mit Markus Zöller: Reise um die Erde in 80 Tagen. Neu erzählt. Arena Verlag, Würzburg 2019, ISBN 978-3-401-71351-9.

## Hörfunk-Dokumentationen (Auswahl)
- Der Weg nach Waldersbach (MDR 1992)
- Eine Bude bei Trude (MDR 1993)
- Der geteilte Berg – Mit Brocken-Benno unterwegs (MDR 1996)
- Wo Männer ihren Stebbel hauen – Abschweifungen über das Questfest der Questenburger (MDR 1996)
- Gärtner der englischen Königin – Oder: ein Sachse im Glück (MDR 1997)
- Die Hexen zu dem Brocken ziehn (MDR 1997)
- Loblied auf einen Stinker. Oder: Abschweifungen beim Harzer Käseessen (MDR 1998)
- Felix Graf von Luckner – Pirat, Abenteurer und Gentleman (MDR 1999)
- Wo der Winzer Sachse ist (MDR 1998)
- Der Eremit aus der Achtermannstraße – Ein Feature über den Bulgaristen Norbert Randow (MDR 1999)
- Der flotte Otto. Über Köhler, Holzkohle und die Harzköhlerei am Stemberghaus bei Hasselfelde (MDR 1999)
- Stadt – Name – Land: Bad Düben (MDR 2000)
- Stadt – Name – Land: Sangerhausen (MDR 2000)
- Ein Harzer in Brasilien – Die Geschichte des Hermann Blumenau (MDR 2001)
- Stadt – Name – Land: Dippoldiswalde (MDR 2001)
- Ich sende Herrn Junkers meinen Gruß – Über den Erfinder, Luftfahrtpionier und Menschenfreund Hugo Junkers (MDR 2001)
- Der Prophet vom Arendsee – Der Wanderprediger, Naturheilkundige und Sonderling gustaf nagel (MDR 2002)
- Ich komme und gehe wieder – Das wundersame Leben des Joachim Ringelnatz (MDR 2002)
- Komiker aus Versehen – Das Leben des Schauspielers Theo Lingen (MDR 2003)
- Wo der Lehrer Lämpel lebt – Auf den Spuren von Wilhelm Busch in Ebergötzen (MDR 2003)
- Ohne Vier spiel Fünf – Heitere Begebenheiten um der Deutschen liebstes Kartenspiel (MDR 2004)
- Der Magdeburger Reiter – Entdeckungen in einer jahrtausendalten Stadt (MDR 2005)
- Der Däumling mit der roten Zipfelmütze. Auf den Spuren von Selma Lagerlöf in Mårbacka (MDR 2005)
- Das Vogtland. Ein Menschenschlag und eine Landschaft (MDR 2006)
- Der Mann, der herausfand wer B. Traven war: Rolf Recknagel (MDR 2007)
- Ein Urgestein aus Sachsen: Heinrich Zille (MDR 2007)
- Der Erbauer der Göltzschtalbrücke: Johann Andreas Schubert (MDR 2008)
- Heinrich Ernemann: Der Pionier der Dresdner Foto- und Kinogeräteindustrie (MDR 2008)
- Tangermünde – die tausendjährige Kaiser- und Hansestadt an der Elbe (MDR 2009)
- Der Bergmann von der Feder oder Der Rechenmeister aus Annaberg: Adam Ries (MDR 2009)
- Klassenfahrt und Kräutertee: 100 Jahre Jugendherberge (MDR 2009)
- Die kleine Sprachgeschichte: Sachsen-Anhaltisch – Oder: Warum die da so anders sprechen (DLF 2011)
- Der Erbauer der Göltzschtalbrücke – Eine kleine Industriegeschichte Sachsens (DLF 2011)
- Mit der „Königin Maria“ auf die Elbe. Die goldene Ära der Schaufelraddampfer (MDR 2012)
- Nikolaus von Dreyse: Vom Wandergesellen zum Fabrikanten der Zündhütchen- und Munitionsfabrik Dreyse & Collenbusch Sömmerda (MDR 2012)
- Mephisto ist kein Sachse! – Der Schauspieler Gert Fröbe im Porträt (MDR 2013)
- Müller, Bäcker und Mäzen: Gottlieb Traugott Bienert. Auf den Spuren eines sächsischen Unternehmers. (MDR 2013)
- Yenidze Dresden: Von Atika bis F6 – Geschichte einer Zigarettenfabrik (MDR 2013)